# Andrologie
Die Andrologie (von altgriechisch ἀνήρ anḗr, Genitiv ἀνδρός andrós, „Mann“ und λόγος lógos „Lehre“ [siehe auch -logie], also etwa „Männerkunde“) ist ein Spezialgebiet der Medizin, das sich mit den Fortpflanzungsfunktionen des Mannes und deren Störungen befasst (Männerheilkunde). Somit ist die Andrologie die männliche Entsprechung der Gynäkologie.
Die Andrologie ist ein interdisziplinäres Gebiet, bei dem Endokrinologen, Humangenetiker, Urologen, Dermatologen, Sexual- und Reproduktionsmediziner und bei Bedarf auch viele andere Spezialisten wie Mikrobiologen, Virologen, Onkologen usw. zusammenwirken.
Die Deutsche Gesellschaft für Andrologie zählt derzeit fast 400 Mitglieder. Sie ist Mitglied in der Arbeitsgemeinschaft der Wissenschaftlichen Medizinischen Fachgesellschaften (AWMF).

## Ärztliche Zusatzbezeichnung Andrologie
Die Zusatzweiterbildung Andrologie ist eine in der Musterweiterbildungsordnung der deutschen Bundesärztekammer von 2018 (MWBO) aufgeführte Zusatz-Weiterbildung in Andrologie für Fachärzte für Haut- und Geschlechtskrankheiten, Innere Medizin und Endokrinologie und Diabetologie oder Urologie.